# Australische Cricket-Nationalmannschaft in Südafrika in der Saison 1935/36
Die Tour der südafrikanischen Cricket-Nationalmannschaft nach Australien in der Saison 1935/36 fand vom 5. November 1935 bis zum 3. März 1936. Die internationale Cricket-Tour war Bestandteil der Internationalen Cricket-Saison 1935/36 und umfasste fünf Tests. Südafrika gewann die Serie 4–0.

## Vorgeschichte
Für beide Mannschaften war es die erste Tour der Saison.
Das letzte Aufeinandertreffen der beiden Mannschaften bei einer Tour fand in der Saison 1931/32 in Australien statt.

## Stadien
Die folgenden Stadien wurden für die Tour als Austragungsort vorgesehen:
| Stadion                  | Stadt        | Kapazität | Spiele       |
| ------------------------ | ------------ | --------- | ------------ |
| Sahara Stadium Kingsmead | Durban       | 25.000    | 1. & 5. Test |
| Wanderers Stadium        | Johannesburg | 34.000    | 2. & 4. Test |
| Newlands Cricket Ground  | Kapstadt     | 25.000    | 3. Test      |

## Kaderlisten
Die Mannschaften benannten die folgenden Kader:
| Test | Test |
| Südafrika | Australien |
| --- | --- |
| - Xen Balaskas - Ernest Bock - Dooley Briscoe - Bob Crisp - Eric Dalton - Eric Davies - Robert Harvey - Chud Langton - Bruce Mitchell - Nipper Nicholson - Dudley Nourse - Buster Nupen - Jack Robertson - Eric Rowan - Jack Siedle - Ken Viljoen - Billy Wade - Peter van der Merwe | - Bill Brown - Arthur Chipperfield - Rick Darling - Jack Fingleton - Chuck Fleetwood-Smith - Clarrie Grimmett - Stan McCabe - Ernie McCormick - Leo O’Brien - Bill O’Reilly - Bert Oldfield - Vic Richardson |

## Tests

### Erster Test in Durban
| 14. – 18. Dezember Scorecard | Durban | Südafrika 248 (114.2) & 282 (115) | – | Australien 429 (162.2) & 102-1 (36.3) |
|                              |        | Australien gewinnt mit 9 Wickets  |   |                                       |

### Zweiter Test in Johannesburg
| 24. – 28. Dezember Scorecard | Johannesburg | Südafrika 157 (63.2) & 491 (149.3) | – | Australien 250 (81.3) & 274-2 (76) |
|                              |              | Remis                              |   |                                    |

### Dritter Test in Kapstadt
| 1. – 4. Januar Scorecard | Kapstadt | Australien 362-8d (115)                          | – | Südafrika 102 (38.2) & 182 (87.4) (f/o) |
|                          |          | Australien gewinnt mit einem Innings und 78 Runs |   |                                         |

### Vierter Test in Johannesburg
| 15. – 17. Februar Scorecard | Johannesburg | Südafrika 157 (63.4) & 98 (43.5)                  | – | Australien 439 (127.4) |
|                             |              | Australien gewinnt mit einem Innings und 184 Runs |   |                        |

### Fünfter Test in Durban
| 28. Februar – 3. März Scorecard | Durban | Südafrika 222 (109.1) & 227 (113.1)             | – | Australien 455 (146.5) |
|                                 |        | Australien gewinnt mit einem Innings und 6 Runs |   |                        |